# Кезгайло, Станислав Янович
Станислав Я́нович Кезга́йло (около 1451—1527; Вильна) — государственный и военный деятель Великого княжества Литовского, гетман великий литовский.

## Биография
Происходит из знатного литовского шляхетского рода Кезгайлов. Отец — Ян Кезгайло — староста жемайтский, каштелян виленский и трокский. Станислав в будущем занимал эти же должности. Он был старостой жмудским с 1486 по 1527, каштеляном трокским с 1499 по 1522 и виленским с 1522 по 1527 года.
5 февраля 1494 подписал от литовской стороны вечный мир с Великим княжеством Московским, положивший конец русско-литовской войне 1487—1494 годов, по которому большая часть земель Верховских княжеств отходило Московскому княжеству, которое возвращало Литве занятые Любутск, Серпейск, Мосальск, Опаков и отказалось от претензий на Смоленск и Брянск. Станислав также сватал великого князя литовского Александра дочери московского князя Ивана Великого Елене.
В 1501 наряду с другими участниками Мельникского соглашения был изгнан из рады Великого княжества Литовского. В 1501 году вместо Семёна Гольшанского Станислав стал великим гетманом литовским. Но изначально занимал эту должность временно, пока из русского плена не возвратился бывший гетман Константин Острожский, захваченный во время Ведрошской битвы, в которой командовал литовским войском. В 1502 году русские войска осадили Смоленск. Станислав Кезгайло атаковал их тылы, что заставило их снять осаду и отступить. В 1503 Станислав передал гетманские полномочия Станиславу Кишке.
Женился трижды на дочерях местных шляхтичей — дважды на дочерях Олехны Судимонтовича, а также на шляхтянке из рода Свирских. Имел троих сыновей: Михаила, Яна и Станислава (будущего крупнейшего магната Литвы); последней родилась дочка Барбара.
Умер Станислав в Вильне в 1527 года. Похоронен в кафедральном соборе Святого Станислава.
В первой половине XV века до 1447 года Кезгайлам принадлежало поместье Игумен.